# Vây lỏng
Vây lỏng là hình thức bao vây lỏng lẻo của một lực lượng quân sự, tuy không còn đủ sức vây hãm một pháo đài hay một thành phố, thị trấn,...sự hiện diện trong khu vực rộng lớn xung quanh, tấn công hạn chế một cách liên tục các địa điểm xung quanh cũng gây áp lực tinh thần và áp lực tăng cường phòng vệ của quân phòng thủ.

## Lịch sử
Một số chiến tranh, trận đánh trong lịch sử được mô tả sử dụng hình thức vây lỏng:
- Chiến tranh Punic lần thứ hai
- Chiến tranh Cách mạng Mỹ
- Chiến tranh Xô-Đức
  - Trận phòng thủ vùng mỏ Adzhimushkay
  - Mặt trận Rzhev-Sychyovka-Vyazma, 1942-1943.
  - Chiến dịch Viên, năm 1945.
- Chiến tranh Việt Nam
  - Trận Đồng Xoài, năm 1965.
  - Chiến dịch Đường 9 - Khe Sanh, năm 1968.
  - Trận An Lộc, năm 1972.[3]
  - Chiến dịch Đường 14 - Phước Long, 1974-1975.